# Burg Hohenkrähen

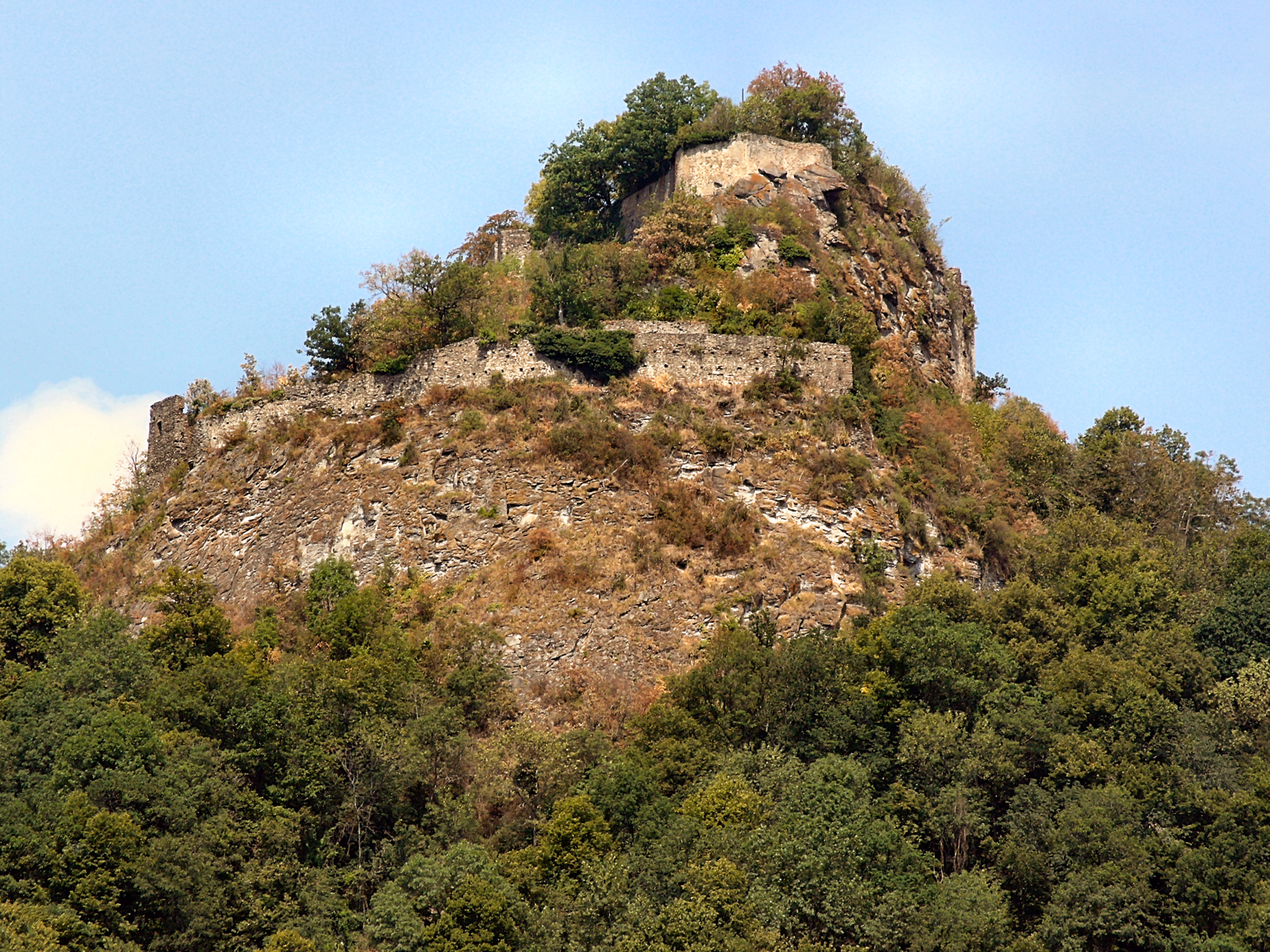
Der Hohenkrähen aus Süd-Ost

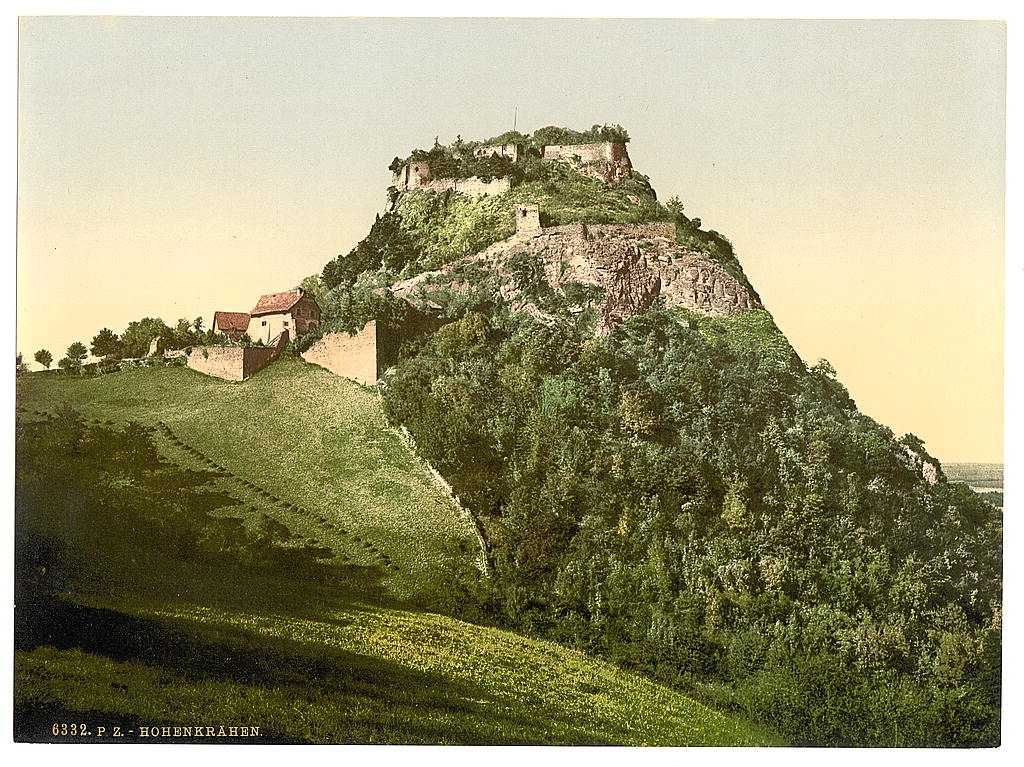
Der Hohenkrähen um 1900

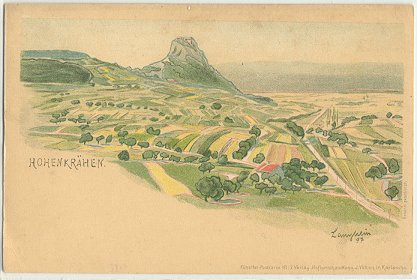
Ansichtskarte von 1897

Die Burg Hohenkrähen war eine hochmittelalterliche Höhenburg bei Mühlhausen-Ehingen in der Nähe von Singen im Landkreis Konstanz in Baden-Württemberg, Deutschland.

## Lage
Die heutige Ruine der Gipfelburg befindet sich auf dem Gipfel des 644 m hohen Hohenkrähen („Krayen“), eines Bergs vulkanischen Ursprungs nördlich von Singen im Hegau, gelegen zwischen den Dörfern Duchtlingen, Schlatt unter Krähen und Mühlhausen auf der Gemarkung Duchtlingen.
Von der Ruine aus hat man eine gute Aussicht auf die Festung Hohentwiel, die Burg Mägdeberg und das westliche Bodenseegebiet.
Der Berg ist verwildert, Sträucher und Bäume überziehen das Gelände. Der Gipfel kann über einen schmalen Pfad erreicht werden.
Die zum Teil sehr alten Lindenbestände an den Bergflanken gelten als derzeit größter Lindenwald in Westdeutschland. (Der größte geschlossene Lindenwald Mitteleuropas ist der Colbitzer Lindenwald.) In den Wäldern auf dem Berg lebt eine der größten Siebenschläferpopulationen in Deutschland.

## Geschichte
Archäologische Funde lassen eine erste Besiedlung um den Hohenkrähen schon in ur- und vorgeschichtlicher Zeit dank der markanten und strategisch sicheren Lage vermuten. Einige Funde dokumentieren eine Siedlungstätigkeit zur jungneolithischen und zur Bronzezeit. Durch Einzelfunde lässt sich für den Hohenkrähen eine Besiedlung seit der Jungsteinzeit belegen. Römer und Alemannen nutzten den Berg als Kultstätte. Spuren einer römischen Besiedlung sind auf das 2. Jahrhundert n. Chr. datiert.
Die Entstehungszeit der Burg wird auf 1180 bis 1190 datiert – sie wurde von den Herren von Friedingen errichtet, die ab 1191 auch „de Craien“ genannt wurden.
Nach einem Erbstreit und dem Krieg der Eidgenossen warb Hans Wilhelm von Friedingen um 1446 etwa 20 ehemalige Schweizer Söldner an. Vom Hohenkrähen aus wurden im folgenden halben Jahr Raubzüge auf Schweizer Gebiet unternommen, die zu einem Vergleich zwischen dem Burgherrn und den Eidgenossen führten. In den darauf folgenden Jahren nutzten die Friedinger die Wirren zwischen Österreich, den Eidgenossen und dem Schwäbischen Bund, um durch Straßenraub und Plünderungen ihren Besitzstand zu erhöhen. Eigentliche Auslösung der Belagerung war die verschmähte Liebeswerbung eines schwäbischen Adeligen, Stefan Hausner, zu einer Kaufbeurener schönen Bürgerstochter. Er überfiel darum die Kaufleute und zog sich zu dem verbündeten Friedinger auf den Hohenkrähen zurück. Deshalb zog Kaiser Maximilian ein Heer des Schwäbischen Bundes unter dem Befehl von Paul von Lichtenstein und Georg von Frundsberg, 8000 Mann, zusammen, ausgerüstet unter anderem mit 10 Stücken (schwere Geschütze), die von Innsbruck herbeigeführt wurden, darunter die Scharfmetz und Singerin, der Turntraxel, die Herzog Sigismund und das Ketterlin. Die Kugeln rollten oftmals aufgrund der steilen Höhe des Berges zurück, wurden eingesammelt und erneut verschossen. Frundsberg ließ von einer mittleren Anhöhe auf die Pfisterei schießen, so dass Mehl und Federn oben ausstoben (9. November). Am 12. November 1512 wurde der Hohenkrähen nach dreitägiger Belagerung eingenommen. Die Adligen waren jedoch in der Nacht getürmt, die Burg wurde niedergebrannt und geschleift, sie wurde später wieder neu aufgebaut.
Gegen 1560 erwarb Hans Jakob Fugger den Hohenkrähen für 20.300 Gulden von Wolf von Homburg, die Burg blieb aber österreichisches Lehen. Das Gebäude wurde nach dem Kauf zum letzten Mal baulich erweitert – Fugger ließ den Palas an der Ostseite des Komplexes anlegen. Bereits 1571 verkauften die Fugger die Burg wieder. Hans Ludwig von Bodman wurde der neue Besitzer. Ihm folgte wohl Graf Ernst Georg von Hohenzollern. Dieser wiederum verkaufte am 3. Januar 1620 Burg und Herrschaft an seinen Schwager Caspar Ernst II. von Rechberg-Illereichen. In den folgenden Jahren verfiel die Burg zusehends.
Im Dreißigjährigen Krieg wurden die Burgen Hohenkrähen und Mägdeberg 1634 vom Festungskommandanten des Hohentwiel Konrad Widerholt niedergebrannt. Ab diesem Zeitpunkt war die Burg Hohenkrähen eine Ruine und wurde nicht mehr genutzt.
Nach vielen Besitzerwechseln pachtete die Pfadfinderschaft Grauer Reiter die Ruine 1956 von Graf Douglas Freiherr von Reischach. Im Gegenzug ist sie verpflichtet, die Gebäude und Anlagen in der Vorburg in Stand zu halten.
Im August 2007 zerstörte ein Felssturz, ausgelöst durch heftige Regenfälle, den Aufstieg zur Ruine. Seit dem 1. Mai 2010 ist die Begehung der Burg wieder möglich.

## Anlage

### Jugendburg
Dem Hohenkrähen kam durch die Pfadfinderschaft Grauer Reiter eine neue Bedeutung als Jugendburg zu, eine Begegnungs- und Bildungsstätte für Jugendliche. Die Träger von Jugendburgen stammen meist aus der Wandervogel- und Pfadfinderbewegung oder stehen der Jugendbewegung zumindest nahe.
1956, im Jahr der Verpachtung, begann der Aufbau eines der Häuser in der Vorburg. Später wurde auf den Ruinen der ehemaligen Stallungen ein weiteres Haus als Unterkunft, auch für Gästegruppen, errichtet. Außerdem steht ein Zeltplatz zur Verfügung. Die letzten Jahre waren von großen Baumaßnahmen gekennzeichnet, so wurden u. a. eine Bio-Kläranlage, eine neue Stromversorgung und Fluchtleitern eingerichtet – alles in ehrenamtlicher Arbeit der Pfadfinderschaft Grauer Reiter. Seit 1956 dient die Burgruine als Bundeszentrum der Pfadfinderschaft Grauer Reiter.
1957 fand am Fuße der Jugendburg und auf den umliegenden Wiesen das erste Überbündische Treffen (ÜT) der Jugendbewegung statt, zu dem Pfadfinderschaft Grauer Reiter und Nerother Wandervogel gemeinsam geladen hatten.

## Die Legende vom Poppele
Viele lokale Überlieferungen handeln von einem Burgvogt und Raubritter Popolius Maier, der etwa Anfang des 15. Jahrhunderts auf der Burg lebte und der Legende nach, zur Strafe für begangene Bosheiten, als „Burggeist Poppele“ rastlos durch die Umgebung ziehen muss. Ein Feldkreuz am Fuße des Berges soll vor dem Geist schützen. Die Figur kommt in zahlreichen Sagen vor und spielt eine wichtige Rolle in der Singener Fastnacht. In einem erfolgreichen Kinderbuch beschreibt Elisabeth Walter die „Abenteuerliche Reise des kleinen Schmiedledick mit den Zigeunern“. Schmiedledick soll als Sonntagskind für die Zigeuner den Poppelegeist vom Hohenkrähen erlösen, er bleibt schließlich freiwillig bei den Fahrenden, um den Poppelegeist zu erlösen.

## Galerie

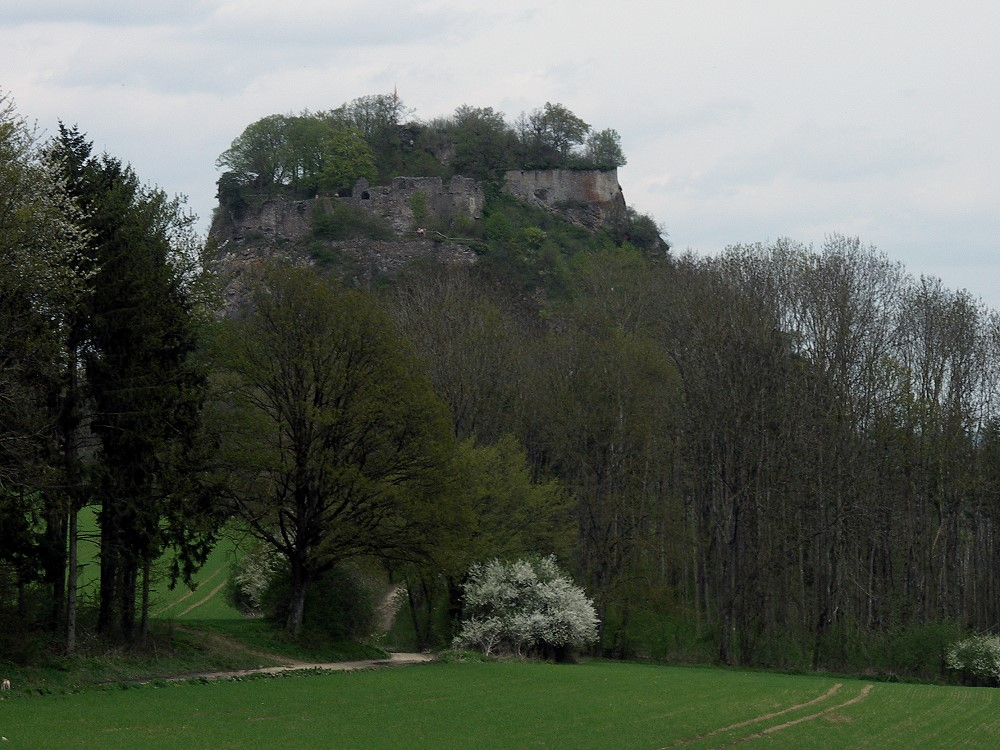
Ruine Hohenkrähen
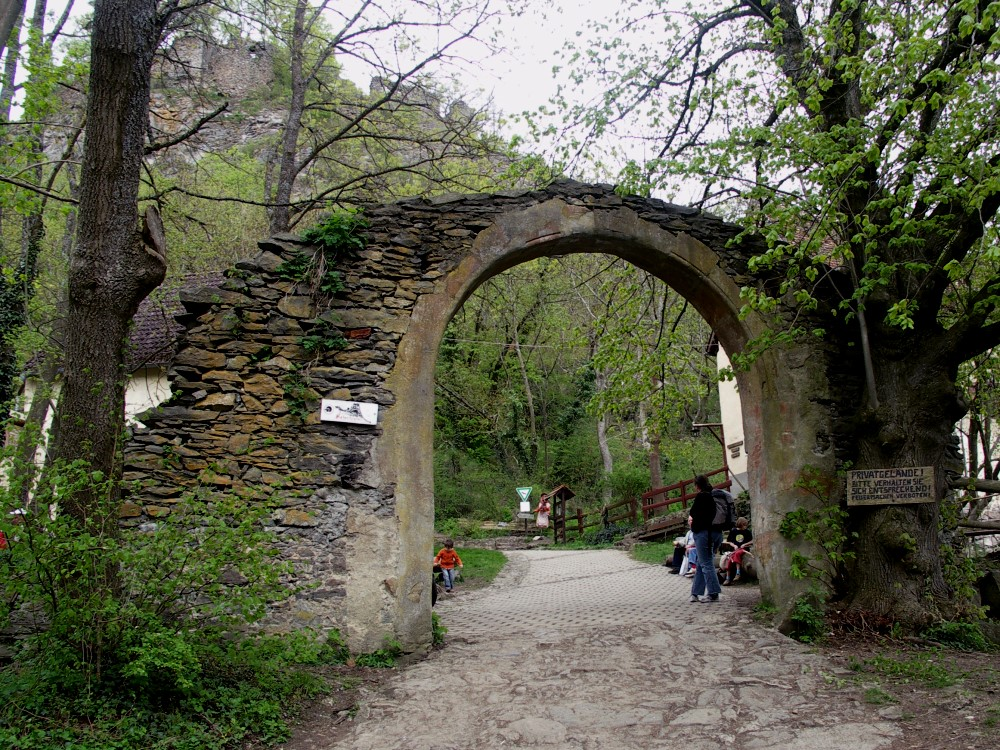
Die Reste des unteren Hauptportals
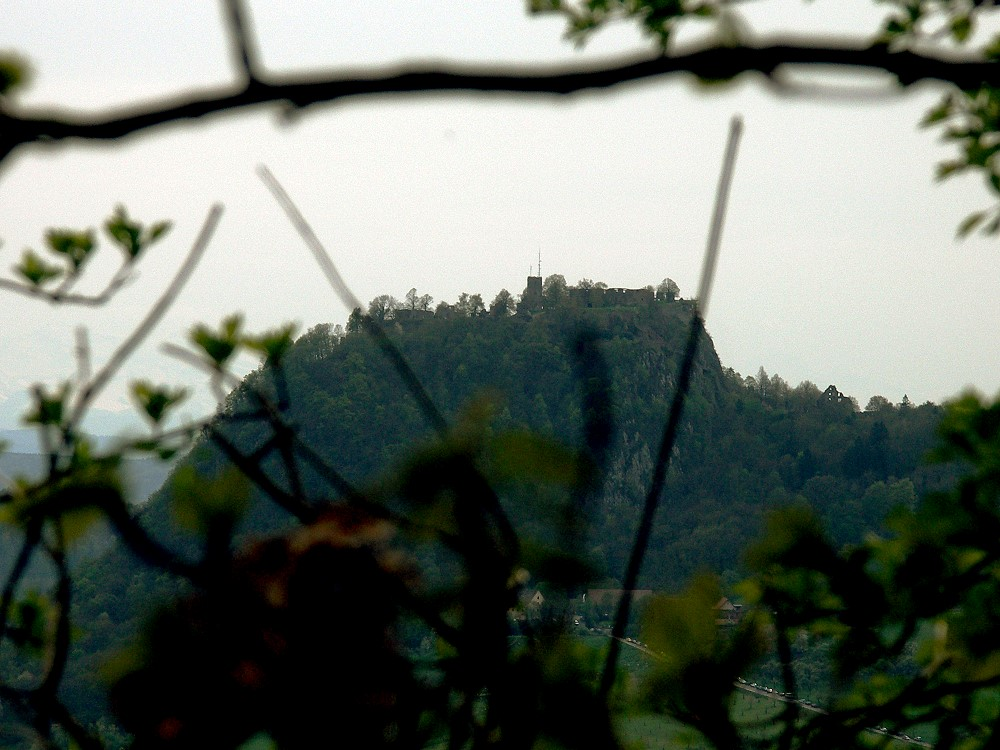
Beim Aufstieg der Blick rüber zum Hohentwiel
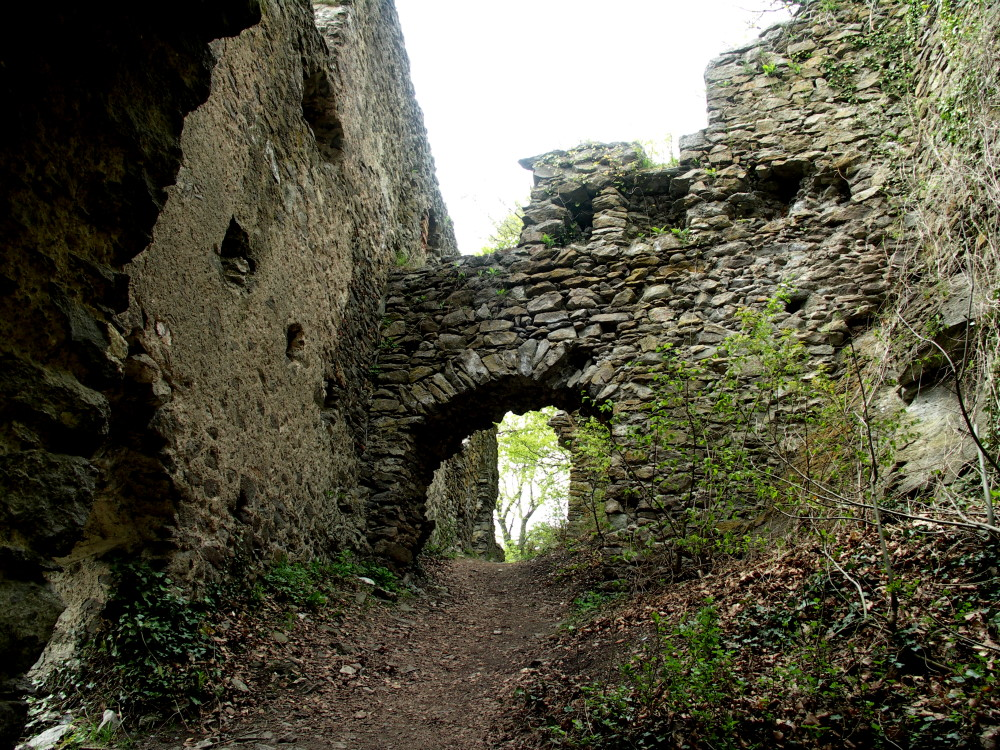
Blick durch den Zugang zur Oberburg durch den „Österreichischen Zwinger“
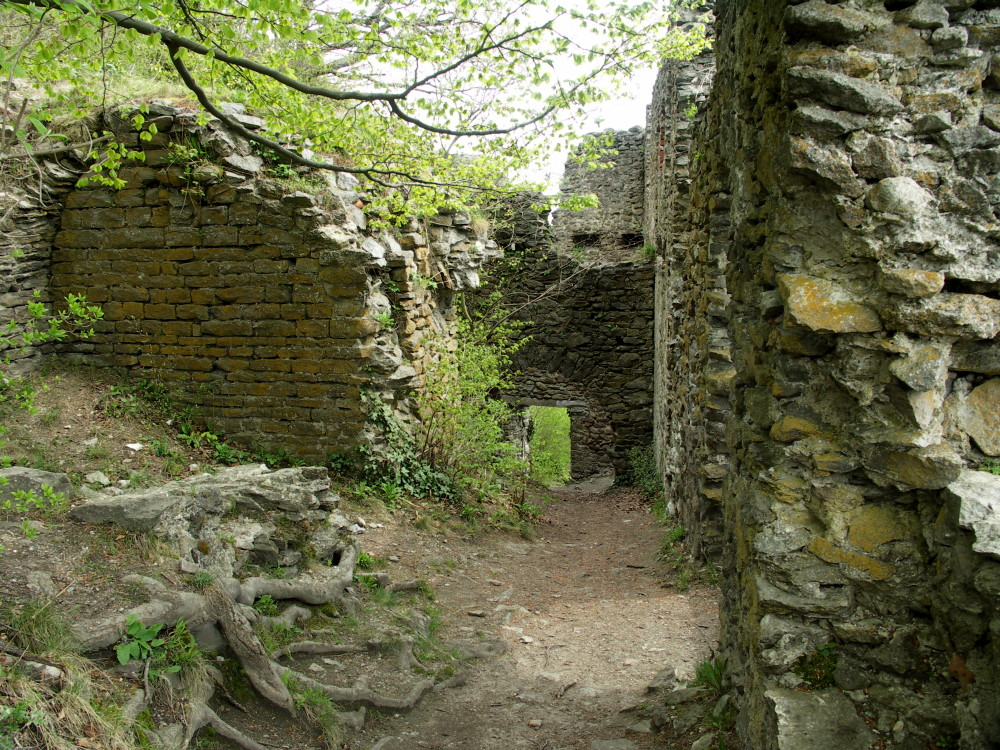
Die Reste des Zwingers von oben
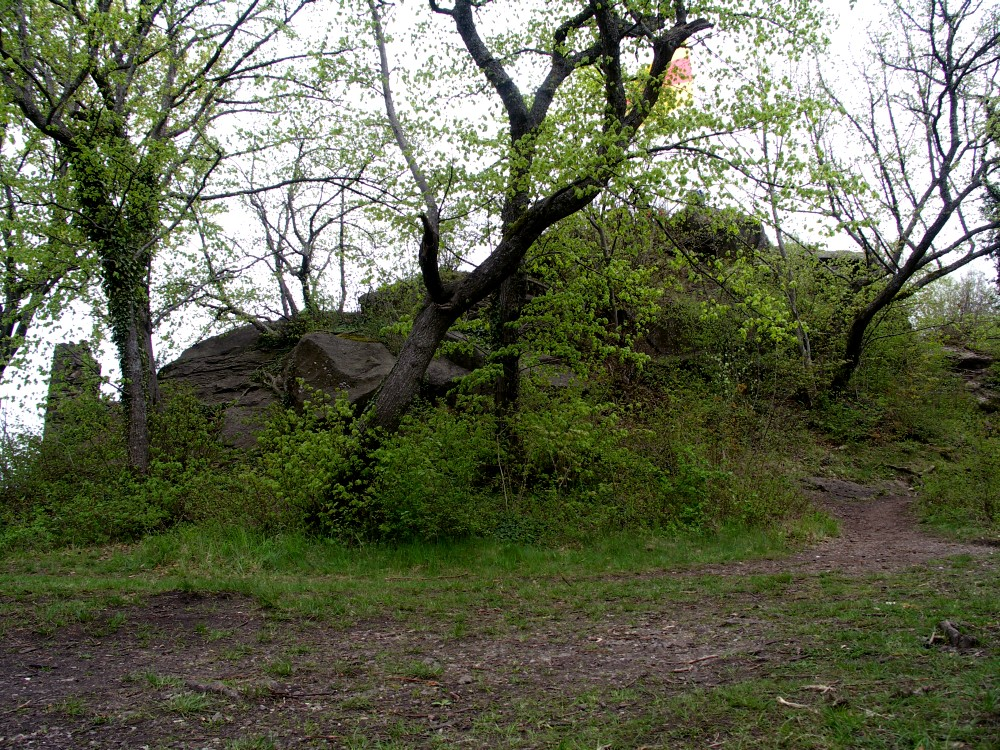
Zugewilderte Oberburg
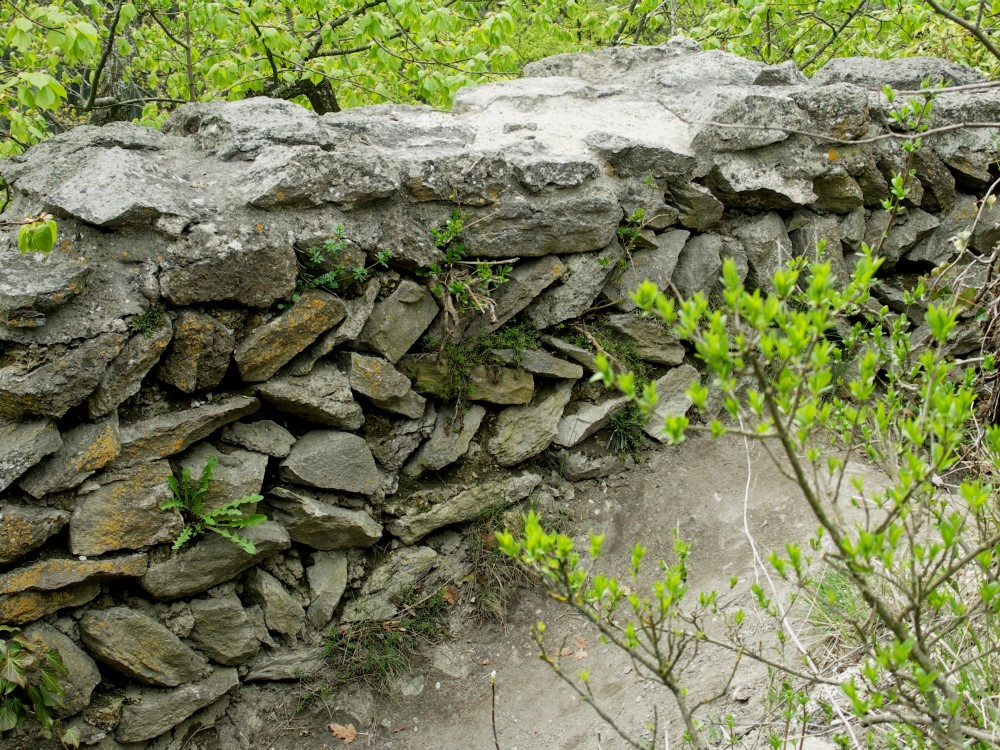
Typische Fischgrätenbauweise

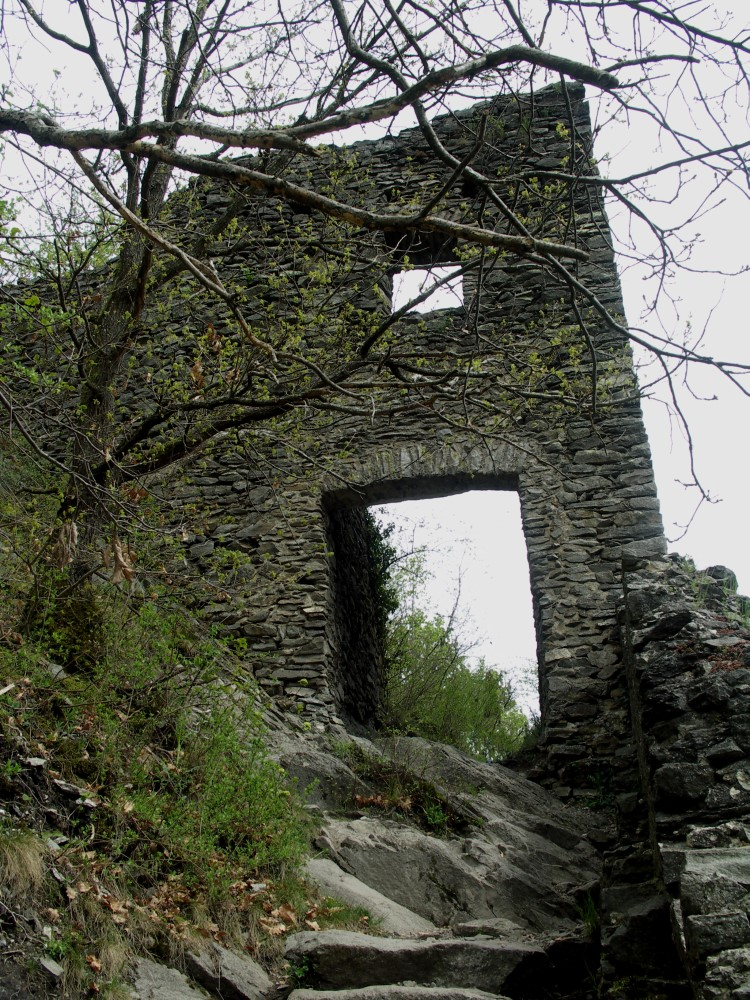
Die Reste des Torturms auf dem Weg nach oben
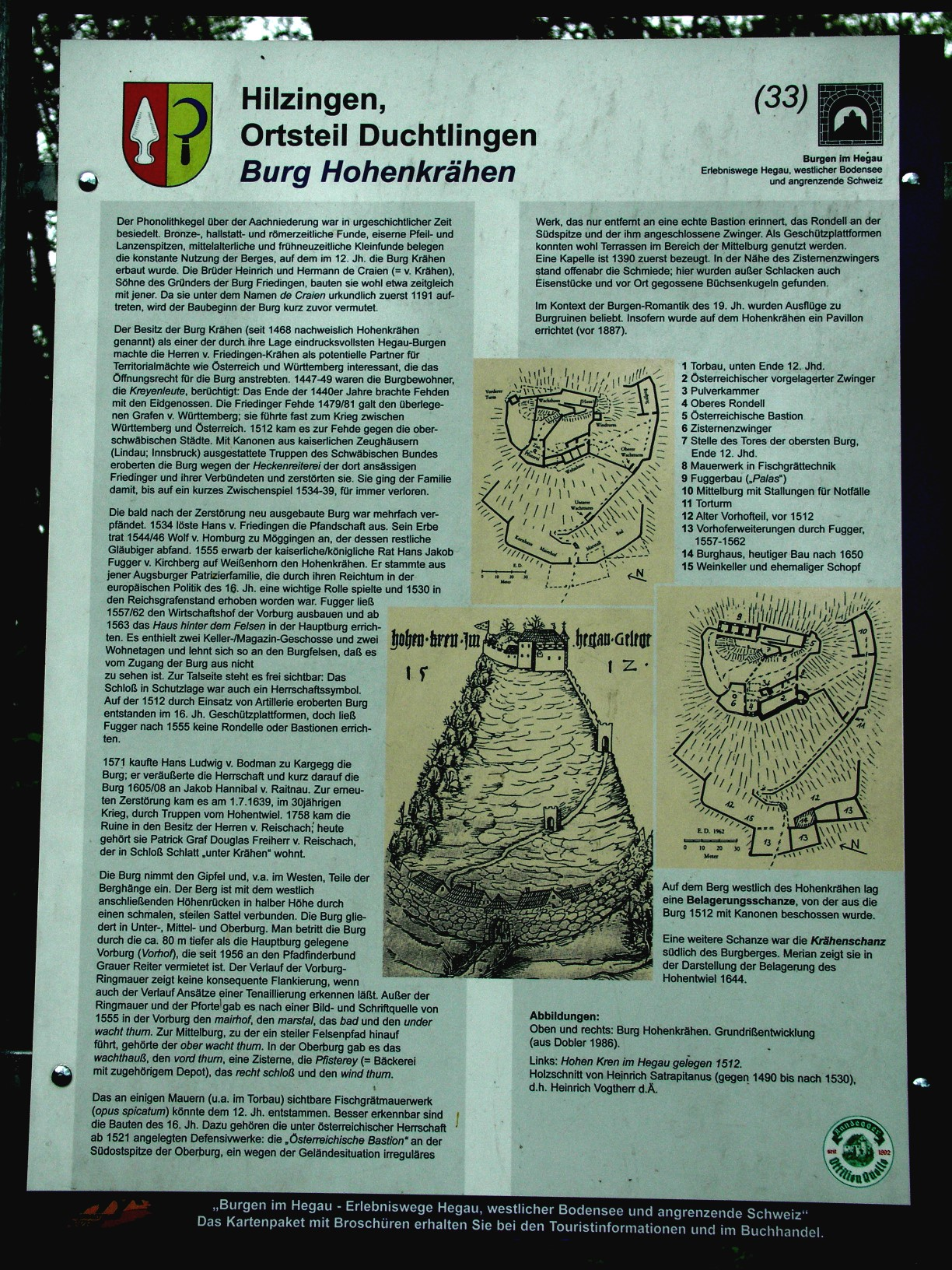
Fotografie der Infotafel am Eingang